# Битва у Талана-Хилл
Битва у Талана-Хилл — первый крупный бой в Англо-бурской войне. Фронтальная атака британской пехоты при артиллерийской поддержке на холм увенчалась успехом, несмотря на тяжёлые потери.

## Перед сражением
Подкрепления, отправленные Британией в Наталь непосредственно перед началом войны, двинулись на север провинции Наталь, но недостаточно далеко, чтобы занять перевалы в Драконовых горах. В результате буры могли вторгнуться в Наталь с трех сторон.
Генерал-лейтенант Джордж Уайт, командующий войсками в Натале, потребовал, чтобы отряды в Гленко (Данди) были выведены, чтобы сосредоточить свои силы в Ледисмите, где он держал основную часть британского гарнизона. Губернатор Наталя счел необходимым удерживать позицию по политическим и экономическим причинам, поэтому он назначил генерал-лейтенанта Уильяма Пенна Саймонса командовать войсками в Гленко. 11 октября, в 17:00, была объявлена война. 12 октября буры перешли границу.
Саймонс командовал бригадой (четыре пехотных батальона, часть кавалерийского полка и три роты конной пехоты, три батареи полевой артиллерии), которая занимала угледобывающий городок Данди, важный для британских военных действий, поскольку уголь был необходим для паровозов. Вечером 19 октября два бурских отряда из Трансвааля, каждый численностью 4000 человек под командованием генералов Лукаса Мейера и  «Мароэла» Эразма приблизились к Данди.

## Сражение
Перед рассветом 20 октября силы Эразма заняли гору Импати к северу от Данди. Люди Мейера заняли невысокий холм Талана к востоку от города и вытащили на вершину несколько полевых орудий Круппа немецкого производства. Когда рассвело и британцы заметили буров на холме Талана, эти орудия открыли безрезультатный огонь.
Две британские полевые батареи подскакали на расстояние досягаемости и открыли огонь. Три батальона британской пехоты двинулись вперед для лобовой атаки и вышли к подножию холма, но были скованы сильным ружейным огнем с вершины холма Талана. Саймонс пошел вперед, чтобы подбодрить их, и был смертельно ранен. Бригадный генерал Джеймс Юл взял на себя командование. Одному батальону удалось добраться до небольшой каменной стены у подножия холма Талана, где он был скован огнем буров, но при поддержке артиллерии, ведшей точный огонь по вершине, и другого батальона, смог подняться на холм. Когда оба батальона достигли вершины, то понесли потери от собственной артиллерии. Буры оставили свои позиции на холме.
Буры генерала Лукаса Мейера сели на лошадей и стали отступать. Британская конная пехота и эскадрон кавалерии попытались отрезать им путь к отступлению, но большая часть британской кавалерии сбилась на склоны Импати. Люди генерала Эразма, которые до сих пор не принимали участия в битве из-за того, что Импати был окутан туманом, окружили британский конный отряд и вынудили его сдаться.